# Stanley und sein Monster
Stanley und sein Monster (engl. Stanley and His Monster) ist der Titel von zwei Comicserien, die der US-amerikanische Verlag DC Comics zwischen 1965 und 1968 beziehungsweise 1993 veröffentlichte. Die Serien handeln von einem kleinen Jungen – Stanley Dover – der anstatt eines Hundes ein riesenhaftes aber gutmütiges Monster zum Spielkameraden hat, mit dem er allerlei haarsträubende und unwahrscheinliche Abenteuer erlebt.

## 1. Serie (1965–1968)
Die erste Stanley und sein Monster-Serie ging aus der Kindercomic-Reihe The Fox & The Crow hervor in deren Ausgabe #95 von 1965 Stanley und sein Monster erstmals als eines von mehreren Features erschien. Die Abenteuer des ungewöhnlichen Paares erwiesen sich dabei als derart populär, dass die Reihe mit der Nummer #109 vom April–Mai offiziell in Stanley and His Monster umbenannt und zum alleinigen Feature der Serie erhoben wurde, während die Abenteuer der früheren Stars der Serie, die Cartoon-Figuren The Fox & The Crow, aus der Reihe verschwanden. Aufgrund schwindender Verkaufszahlen wurde Stanley and Hist Monster schließlich mit der #112 vom Oktober–November 1968 eingestellt. Der Autor sämtlicher Abenteuer die zwischen 1965 und 1968 erschienen und geistige Vater von Stanley und seinem Monster war der Journalist und Kinderbuchautor Arnold Drake, gezeichnet wurden alle diese Geschichten von dem Künstler Winslow Mortimer.
In der ersten Geschichte der Reihe – The Fox & The Crow, #95 – trifft der sechsjährige Stanley Dover durch Zufall (er sucht einen fehlgeworfenen Baseball) auf ein schüchternes, riesenhaftes Wesen mit mächtigen Stoßzähnen und einem buschigen Fell, das sich aus Angst vor anderen Wesen unter einer Brücke versteckt. Er gewinnt rasch das Zutrauen des nur rein äußerlich Schrecken erregenden Ungetüms, das sich rasch als vollkommen harmlos, gutwillig, naiv und ein bisschen einfältig herausstellt, und nimmt dieses mit zu sich nach Hause, wo das Wesen sich alsbald häuslich einrichtet. Ein Leitmotiv der Reihe war dabei, dass Stanleys Eltern dessen Behauptungen ein Monster zum Freund zu haben nicht ernst nehmen und die Berichte ihres Sohnes für Hirngespinste und Phantasiegeschichten halten: Das Monster selbst bleibt ihnen durch paradoxe Zufälle und aufgrund seiner Schüchternheit stets verborgen. Den dominanten Part in dem Gespann übernimmt dabei der abenteuerlustige und forsche Stanley, der die Angewohnheit hat zu lispeln, während das eher beqeuem-träge Monster widerwillig von ihm in die sich stets ergebenden verrückten Verwicklungen mitgeschliffen wird. Dem Monster – das als „Beast With No Name“ oder „Spot“ (Thpot) bezeichnet wird – gesellen sich im Verlauf der Serie immer neue schrullige Kreaturen hinzu, die sich im Dover'schen Haushalt breit machen, ohne dass die Eltern Dover etwas davon bemerken würden. Ein Leprechaun, ein Zwerg und ein Gespenst das von sich behauptet der Geist Napoleons zu sein.

## 2. Serie (1993)
Das DC-Imprint Vertigo veröffentlichte 1993 eine vierteilige satiristische Mini-Serie, die das Thema aufgreift und im Stil des Horror-Genres variiert. Autor dieser Miniserie war der Schriftsteller Phil Fogilio. Die Miniserie enthüllt, dass Stanleys Monster tatsächlich ein Dämon ist, der aus der Hölle verbannt wurde, weil er nicht fähig war, Böses zu tun. Nachdem in der Hölle eine Revolution stattgefunden hat, versuchen die anderen Dämonen Stanley und sein Monster schließlich voneinander zu trennen und ihren „Bruder“ zurückzuholen, geben dieses Ansinnen aber schließlich auf. 